# キャサリン (ケント公爵夫人)
ケント公爵夫人キャサリン（Katharine, Duchess of Kent, Katharine Lucy Mary; née Worsley,  1933年2月22日 - ）は、イギリスの王族。ケント公エドワードの妻。
準男爵ウィリアム・ワースリーの娘として、ヨークシャーの一族の邸宅で誕生した。学校で音楽を学び、卒業後は子供にピアノ、オルガン、ヴァイオリンを教えていた。
1961年6月、エドワードとヨーク寺院で結婚した。夫妻は4子をもうけた。
- ジョージ（1962年 - ）
- ヘレン（1964年 - ）
- ニコラス（1970年 - ）
- パトリック（1977年） - 死産[1]

1994年、自らの意志でカトリックに改宗した。1701年王位継承法では、イギリス王族がカトリック教徒と結婚した場合継承権を失うことが明記されていたが、アングリカン・コミュニオンと結婚後に相手がカトリックに改宗した場合については明記されていなかった。そのため、ケント公自身は継承権を失わずに済んだ。
2001年、次男ニコラスがカトリックに改宗した。続いて、2003年に長男ジョージの息子エドワードが改宗、そして2008年にジョージの娘マリナ＝シャーロットがカトリックに改宗し、3人とも王位継承権を失った。
彼女は2002年以来、キャサリン・ケントまたはケント夫人 (Mrs Kent) またはケント公爵夫人キャサリン（Katherine, Duchess of Kent。この場合 “the” が the Duchess of Kent から削除される）と名乗ることを決めた。しかし、公式には現在でもケント公爵夫人殿下（HRH the Duchess of Kent）である。